# Dieter Nowka
Dieter Nowka (* 7. Juli 1924 in Madlow bei Cottbus; † 20. Juli 1998 in Spremberg) war ein deutscher Komponist, Dirigent und Musikwissenschaftler niedersorbischer Herkunft.

## Leben
Nowka fühlte sich seiner niedersorbischen Herkunft sehr verbunden, beherrschte jedoch zu seinem Bedauern nicht die niedersorbische Sprache. Er studierte in den Jahren 1943 und 1944 als Externer Musiktheorie und Kontrapunkt an der Hochschule für Musik Berlin-Charlottenburg bei Hermann Grabner. Von 1947 bis 1952 wirkte er als Solorepetitor in Cottbus und Schwerin sowie als Dirigent in Stendal. 1952 begann er erneut ein Studium und besuchte bis 1954 die Meisterklassen für Komposition an der Deutschen Akademie der Künste in Berlin (Ost) von Hanns Eisler und später auch von Max Butting.
Nach Beendigung seines Studiums war Nowka als freischaffender Komponist in Schwerin tätig. Ab 1959 war er Vorsitzender des Arbeitskreises Mecklenburg des Verbands der Komponisten und Musikwissenschaftler der DDR (VDK) bzw. nach einer Umstrukturierung Vorsitzender des Bezirksarbeitskreises Schwerin sowie Mitglied des Zentralvorstands des VDK. Von 1960 bis 1963 war er zudem Vorsitzender des Friedensrats im Bezirk Schwerin. Nowka war Mitglied der SED. Von 1974 bis zu seinem Eintritt in den Ruhestand 1990 lehrte er als Dozent für Komposition und Musiktheorie an der Hochschule für Musik Franz Liszt in Weimar. Nowka wurde 1980 in Halle im Fach Musikwissenschaft promoviert, später habilitierte er sich. Er trat auch als Autor musikwissenschaftlicher Werke hervor. Ausgezeichnet wurde er unter anderem mit dem Schweriner Fritz-Reuter-Preis und dem Kunstpreis der DDR.

## Nowka als Komponist
Nowkas Kompositionsstil war zunächst durch die intensive Beschäftigung mit sorbischer Volksmusik geprägt. Auch eine reiche Polyphonie und zeitweilige Jazzanklänge prägen seinen Frühstil, der als insgesamt traditionsverbunden und gut fassbar bezeichnet werden kann. Sicherlich spielt hier auch der in der DDR zunächst propagierte sozialistische Realismus eine gewisse Rolle. Später allerdings orientierte sich Nowka stärker an modernen Strömungen. Dies bedeutete besonders eine Hinwendung zu Kompositionstechniken wie Zwölftontechnik und Aleatorik. In seinen letzten Lebensjahren konzentrierte sich Nowka eher auf musikwissenschaftliche Arbeiten als auf neue Kompositionen.

## Nowka als Musikwissenschaftler
Nowka war nicht nur als Komponist und Dirigent tätig, sondern auch als Musikologe und Musiktheoretiker. Sein musikwissenschaftliches Hauptwerk ist die Europäische Kompositionsgeschichte. An über 3000 ausgewählten Notenbeispielen stellte Nowka darin die Charakteristika der verschiedenen Epochen, Tonsysteme und Stile der europäischen Musik von ihren Anfängen bis ins 20. Jahrhundert dar.

## Werke
- Orchesterwerke
  - 5 Symphonien (Nr. 1 op. 55, 1958, Nr. 2, 1963, Nr. 3, 1969, Nr. 4, 1974, Nr. 5, 1979)
  - 3 Sinfonietten (u. a. „Sinfonietta sorbica“ op. 42)
  - Wendische Tänze op. 26, 27 und 59 (1954–57)
  - Konzertante Variationen über ein Thema von Hanns Eisler (1969)
  - 3 Sonaten für Orchester
- Konzerte
  - Klavierkonzert Nr. 1 op. 71 für die linke Hand (1963)
  - Klavierkonzert Nr. 2 (1972)
  - Konzert für Oboe und Kammerorchester op. 24
  - Konzert für Flöte, Harfe und Streicher op. 46
  - Violinkonzert op. 77
- Bühnenwerke
  - „Jan Suschka“, Oper (1957)
  - „Die Erbschaft“, Oper (1958)
  - „Eine Bauernlegende“, Ballett (1958)
- Andere Vokalwerke
  - „Vier Gesänge wider den Krieg“ für Bariton und Orchester (1957)
- Kammermusik
  - 4 Streichquartette (Nr. 1 op. 31, 1954, Nr. 2 op. 51, 1956, Nr. 3, 1960, Nr. 4, 1972)
  - 2 Balladen für Klaviertrio (1956)
  - Divertimento für Bläserquintett und Klavier op. 72 (1964)
  - Notturno. Ballata e Danza für Violine, Viola und Harfe op. 74 (1964)
  - Trio No. 2 für Violine, Viola und Violoncello op. 80
- Klaviermusik
  - „Sonata burlesca“ op. 23 (1953)
  - Sonate Nr. 2 (1955)
  - kleinere Stücke